# Dímero de timina
El dímero de timina es el enlace covalente entre dos residuos de timina adyacentes dentro de una molécula de ADN, muchas veces catalizado por la radiación ultravioleta o por agentes químicos mutagénicos, puede ser producto de la acción de un clastógeno. Es uno de los casos de daño más generales en el ADN conocido como desoxirribonucleasa que, como el nombre sugiere, puede ocurrir entre pares adyacentes de bases pirimidínicas (C, T, U) (tal como entre 2 citosinas o una citosina y un uracilo). Las enzimas de reparación del ADN muchas veces pueden reconocer este tipo de daño y solucionarlo. En muchos organismos, la fotoliasa del ADN puede notar el daño directamente a través de la escisión del dímero. 
La formación de este enlace distorsiona la estructura de la doble hebra de tal forma que compromete la copia o la transcripción de esta, por lo que han de ser reparados antes de que este proceso concluya. El hecho de que solamente se vea afectado el tejido epidérmico se debe a que la capacidad de penetración de la radiación UV no va más allá de unos milímetros